# Maja Medvešek
Maja Medvešek (ur. 8 września 1977) – słoweńska lekkoatletka, specjalizująca się w skoku o tyczce.

## Osiągnięcia
- 5-krotna mistrzyni Słowenii (stadion: 1995, 1996, 1997; hala: 1996, 1997)
- wielokrotna rekordzistka kraju

## Rekordy życiowe
- skok o tyczce – 3,60 (1997)
- skok o tyczce (hala) – 3,50 (1998)